# Bushidō

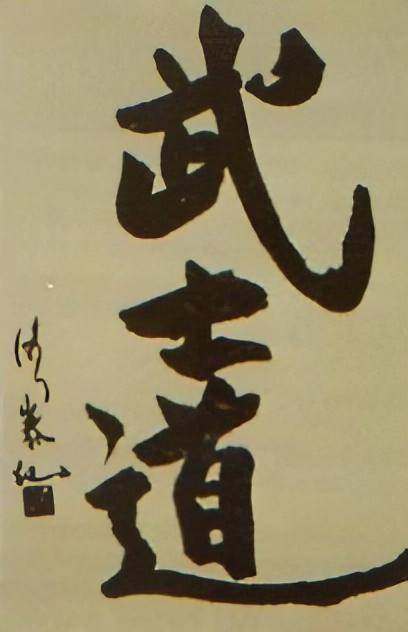
Słowo bushidō zapisane znakami kanji

Bushidō (武士道) – ideologia, stanowiąca fundament etycznych, moralnych i wartościowych norm klasy samurajów w feudalnym społeczeństwie Japonii od czasów nowożytnych. Odnosi się to do ogólnego, charakterystycznego dla Japonii, sposobu myślenia.
Jednak nie ma jednoznacznej definicji, a interpretacja bushidō znacznie się różni w zależności od okresu historycznego, statusu społecznego i regionu. Istnieją również ideałowe, estetyczne i religijne aspekty, które mogą znacznie odbiegać od rzeczywistego praktykowania bushidō.
Myślenie przypominające bushidō opiera się na świadomości norm zachowania samurajów (od okresu Heian), która została opracowana w okresie Kamakura. Oznacza to, że osoby posiadające siłę muszą skrupulatnie szlifować swoje umiejętności, wykorzystywać je w sposób właściwy oraz zachowywać się odpowiedzialnie wobec swojego ciała i życia. Japońskie specyficzne zasady postępowania odnoszą się do idei, że nie należy samemu siebie stawiać na pierwszym miejscu i nie należy angażować się w prywatne sprawy.
Myślenie to, które mówi "nie wolno działać samemu", z czasem zwróciło się w kierunku bardziej ogólnych celów (dla ludzi, zwierząt, nauki, sztuki, tradycji itp.). W międzyczasie samurajowie zaczęli uważać, że warto poświęcić życie dla organizacji.
W okresie Edo, klasy rządzącej samurajom nakazywano szlifowanie swoich umiejętności zarówno w dziedzinie wojskowej, jak i intelektualnej oraz aby byli gotowi do poświęcenia swojego życia. Samurajowie byli odpowiedzialni za swoje czyny i, jeśli użyli swojego miecza w prywatnych sprawach, zostawali pociągnięci do odpowiedzialności. W niektórych przypadkach, gdy na terytorium panującego wybuchały zamieszki, władze zmuszały feudałów do popełnienia seppuku.

## Sprawiedliwość i prawość
Sposób ujęcia tego terminu w bushidō wyraża się w cytacie, który również przywołuje w swojej pracy dr Inazō Nitobe: „Prawość jest siłą wejścia bez wahania na drogę, którą wskazuje rozum, która każe umrzeć, gdy trzeba umrzeć, uderzyć, gdy trzeba uderzyć”.
Samuraj Jōchō Yamamoto (także Tsunetomo Yamamoto, 1659–1719) w swoich zapiskach zatytułowanych Hagakure przestrzega, aby idea sprawiedliwości nie przewyższała w mniemaniu bushi innych wartości: „Nienawidzić niesprawiedliwości i głosić sprawiedliwość – to trudne zadanie. Jednak jeśli uznamy głoszenie sprawiedliwości za najwyższą wartość i tylko do niej będziemy dążyć, to popełnimy wiele błędów. Droga jest czymś wyższym niż sprawiedliwość. Dostrzeżenie tej prawdy nie przychodzi łatwo. To najwyższa mądrość. Z tej wyżyny oglądana sprawiedliwość i podobne jej rzeczy to drobiazgi”.

## Odwaga i wytrwałość
Bushi jako wasal i żołnierz był zobowiązany dążyć do mężnej obrony interesów swego pana na polu bitewnym i poza nim. Tchórze byli wyszydzani i potępiani, heroiczne czyny – przekazywane ustnie w opowieściach jako wzorce. Jōchō Yamamoto stwierdza: „Należy wciąż hartować swoje męstwo, usiłować przewyższać w nim innych i nigdy nie czuć się gorszym od tego, czy tamtego wojownika”.
Dalej też mówi: „Również na polu bitwy musisz starać się, by nikt cię nie wyprzedził i myśleć tylko o przełamaniu linii wroga. Wtedy nie zostaniesz w tyle za innymi, wykażesz swego bojowego ducha i przejawisz męstwo – tak mówią dawni mistrzowie. Także jeśli przyjdzie ci zginąć w walce, postaraj się, aby twoje ciało pozostało zwrócone twarzą do wroga”.

## Dobroć i współczucie
Te idee wynikają z buddyzmu i konfucjanizmu. Wiąże się z tym zawarty w bushidō szacunek dla przeciwnika (jeśli na to zasługuje) oraz troska o dobro ogólne. Szczególnie te wartości odnoszą się do panów feudalnych.
Jak pisze Konfucjusz: „Jeśli książę jest pełen cnót, ludzie lgną do niego, wraz z ludźmi przychodzi ziemia, z ziemią z kolei – bogactwo, a bogactwo da mu nagrodę za szlachetność ducha. Cnota więc jest korzeniem, a bogactwo pędem”.
Na uwagę zasługuje to, iż bushi wierni bushidō nie uważali za godnego współczucia czy litości wroga, który się poddał, czyli próbował zachować życie kosztem kontynuowania go z hańbą klęski. Należy też wspomnieć, iż choć wychowanie samurajskie nosiło cechy surowości, starano się w dzieciach wzbudzać wrażliwość na przyrodę, sztukę, uczyć empatii (edukacja była najczęściej zaniedbywana w okresie intensywnych działań wojennych w okresie Sengoku). W „Hagakure”, zbiorze przypowieści i zasad, którymi powinien posługiwać się samuraj, jest długi ustęp, mówiący o współczuciu, będący cytatem z mnicha buddyjskiego imieniem Tannen. Oto fragmenty traktujące o bushi: „Wojownik, który na zewnątrz nie okazuje odwagi, a w sercu nie nagromadzi tyle współczucia, żeby mu pierś rozrywało, nie będzie umiał przestrzegać prawdziwych zasad rzemiosła wojennego. Samuraje zaś, którzy na jednym ramieniu dźwigają lojalność i oddanie wobec pana, a na drugim odwagę i współczucie, a dźwigają je w dzień i w nocy, aż do bólu ramion – w wystarczającym stopniu wypełniają swoją powinność. Samuraj z samą tylko odwagą, bez współczucia, niechybnie przepadnie, i wiele znamy takich przypadków z dawnych i nowych czasów”.
Opowieścią o samurajskim współczuciu jest film Akiry Kurosawy: „Siedmiu samurajów” (siedmiu bushi decyduje się na nieodpłatną obronę rolników przed łupieżczym najazdem zbójów).

## Uprzejmość
Idea zaczerpnięta głównie z konfucjanizmu. Wyraża się w niej japoński perfekcjonizm, który, abstrahując od pola bitwy, nakazuje wojownikowi być również wzorowym członkiem społeczeństwa, który możliwie jak najmniej zawadza innym, jest oszczędny w słowach, pomocny itp. Uprzejmość w japońskim ujęciu silnie związana jest ze współczuciem, empatią, co obrazuje podany przez dr. Nitobe przykład japońskiego zwyczaju, który nakazuje dzielić niedogodności towarzyszy, nawet gdy to nie jest konieczne (dr Nitobe przywołuje przykład składania parasola przeciwsłonecznego na czas rozmowy z kimś, kto takiego nie posiada, by dzielić z nim niewygodę przebywania pod silnym promieniowaniem). Europejczykom może się to wydać śmieszne, gdyż w ich kulturze praktykuje się dzielenie z innymi tym co dobre (np. słodyczami, życzliwością), natomiast niewygody powinien odczuwać tylko ten, kto bezwzględnie musi, a skazywanie się z własnej woli na solidarne cierpienie jest dla nich głupstwem. Dr Nitobe zwraca również uwagę na pragmatyczny aspekt uprzejmości, cytując przedstawiciela popularnej szkoły etykiety, Ogasawarę: „Cel każdej etykiety jest następujący: musisz w ten sposób ukształtować swoją duszę, by największy brutal nie odważył się zaczepić twojej osoby nawet wówczas, gdy najspokojniej sobie siedzisz”.

## Prawda i prawdomówność
Prawda jest wartością nadrzędną względem uprzejmości. Bushi poprzez swoją szczerość i prawdomówność chcieli się zdystansować do innych klas, sądząc, że im, jako klasie panującej, przypada obowiązek nadzwyczajnej uczciwości. Stawianie etykiety nad prawdą było piętnowane jako łudzenie pięknymi słówkami i potępiane. Wasal, który jedynie się przypochlebiał swemu panu, a nie ukazywał mu jego błędów, był odbierany jako neishin, czyli podstępny, zdradziecki. Za szlachetne postępowanie uważano odwodzenie władcy od błędnych kroków, nawet kosztem własnego życia, tzn. popełniając samobójstwo-protest, zwane kanshi. Klasa bushi szczególnie gardziła kupiectwem za brak kręgosłupa moralnego. Sporządzanie pisemnych umów wojownicy niekiedy traktowali jako ubliżanie ich honorowi. Wypowiedziane przez siebie słowo uważali za wystarczające „pokwitowanie”.

## Samokontrola i samodoskonalenie
Wynika głównie z zen, także z konfucjanizmu. Wyraża się w powściągliwości, wierności zasadom mimo cierpienia, dążeniu do wzorca idealnego mimo niewygód. Uleganie afektom uważano za oznakę prostactwa, złego wychowania, słabości (społecznie akceptowanym sposobem na wyrażanie tłumionych uczuć była poezja). W „Hagakure” jest wiele fragmentów traktujących o samokontroli i samodoskonaleniu:
„Skoro staliśmy się lepsi niż wczoraj, od jutra zacznijmy się doskonalić; przez całe życie, dzień po dniu, trzeba dążyć do perfekcji. To też nie kończy się nigdy”.
„Wiecznie niespokojny, powinieneś przez całe życie poszukiwać odpowiedzi, jak sprostać regułom Drogi, praktykować wytrwale i bez ustanku. To właśnie jest Droga”.
„Pięćdziesiąt lub sześćdziesiąt lat temu samuraj każdego ranka brał kąpiel, golił przód głowy, wcierał pachnidło we włosy, obcinał paznokcie u rąk i nóg, ścierał pumeksem i wygładzał skórę stóp, starannie doprowadzał się do porządku, a już zwłaszcza zbroję i ekwipunek chronił przed rdzewieniem, odkurzał i pozostawiał lśniący i gotowy do użytku. [...] W każdej chwili masz być gotowy na śmierć, ale jeśli zostaniesz zabity w stanie ogólnego zaniedbania, będzie to dowód braku wcześniejszego przygotowania duchowego. [...] Jeśli nieustannie w swym życiu będziesz gotów na śmierć w walce i jako ktoś z założenia już martwy będziesz wypełniał służbę i doskonalił sztukę wojenną, to nie zagrozi ci hańba. Ci, którzy w ogóle o tym nie myślą, których treścią życia jest samolubne folgowanie pożądaniom, co krok okrywają się wstydem i w ogóle tego nie zauważają”.
„Podwładny musi zachować czujność przez dwadzieścia cztery godziny na dobę, musi także bezwzględnie towarzyszyć panu przez cały czas, także podczas oficjalnych obowiązków. Jeśli w chwili odpoczynku pofolguje swej czujności, inni uznają, że tak samo postępuje na służbie”.
„Miej zawsze gotową odpowiedź. Należy być zawczasu przygotowanym. Ponadto jeśli przekazano ci polecenie i jesteś nim ucieszony lub zaszczycony, twoja twarz z pewnością to zdradzi. Inni to zauważą. Jest to zachowanie nieprzystojne. [...] Zachowanie niefrasobliwe jest sprzeczne z Drogą, człowiek taki będzie uważany za nowicjusza i sam sobie wyrządzi niemałą szkodę”.
„Jeśli chodzi o wygląd zewnętrzny i postawę, dobrze jest ciągle korygować je w lustrze. [...] Ludzie nie zaglądają zbyt często do lustra, dlatego tak źle się prezentują. Nasz sposób mówienia poprawiamy, ćwicząc w domu wymowę. Umiejętność pisania listów przyswajamy sobie, pisząc najpierw na brudno, nawet jeśli list ma tylko jedną linijkę. We wszystkich tych trzech sprawach powinien wyrażać się spokój, ale i wewnętrzna siła”.
„Odkąd przyswoiłem sobie zasady służby, nigdy, ani w domu, ani poza domem, nie pozwalam sobie na swobodę. Nic nie mówię. Kiedy nie mogę obejść się bez mówienia, staram się dziesięć słów zawrzeć w jednym”.
„Samuraj musi zawczasu przyswoić sobie zasadę, że nie wolno mu w żadnej sytuacji okazać słabości. Nawet w drobnych sprawach ujawniają się najgłębsze tajemnice ludzkiego serca”.
„Gdy już stanie się tak, że masz kogoś zabić, nie wolno ci myśleć, że prosta droga będzie za trudna i że lepiej wybrać drogę okrężną, choć dłuższą. Kiedy cała rzecz się przedłuża i rozluźnia się napięcie woli, zazwyczaj się nie udaje”.
„Na początku, kiedy człowiek traci oddech w biegu, jest to niemiłe. Ale jakże przyjemnie jest po takim biegu przystanąć. A jeszcze przyjemniej jest usiąść. Potem jeszcze milej jest położyć się. Ale najmilej jest wziąć poduszkę i porządnie się wyspać. Takie powinno być ludzkie życie. Człowiek powinien za młodu zdrowo się natrudzić, a potem po trochu dochodzić do spokoju”.
Ceniono trzeźwość myślenia w stresowych sytuacjach. Esencja japońskiej i zarazem samurajskiej samokontroli zawiera się w zwyczaju seppuku.

## Wierność
Wynika z konfucjanizmu, jest główną cnotą feudalną. „Hagakure” podaje: „Służba u pana, który traktuje nas po przyjacielsku, nie jest służbą. Prawdziwa służba to taka, w której pan traktuje nas zimno i powierza zadania ponad siły. Tę zasadę należy sobie dobrze przyswoić”.
Tam też znajduje się opowieść o chorym bushi: „W prowincji Hizen żył pewien człowiek pochodzący z rodu Taku. Mimo że był chory na ospę wietrzną, chciał wyruszyć z innymi atakować zamek w Shimabara. Krewni ze wszystkich sił próbowali go powstrzymać, mówiąc: »Nawet jeśli dotrzesz tam mimo takiej choroby, nie przydasz się do niczego«. A on mówił: »Jeśli umrę po drodze, to spełni się moje marzenie. Skoro mój pan obdarzył mnie dobrodziejstwami, jakże można mówić, że się nie przydam?« [...] Nie dbał w ogóle o siebie, i nie wzdragał się przed brudem. W rezultacie szybko powrócił do zdrowia i w wojnie wypełnił powinność wasala. [...] Mistrz, gdy o tym usłyszał, powiedział: »Czyż jest coś równie czystego i wzniosłego, jak odrzucenie swego życia dla pana? Jeśli ktoś w imię obowiązku odrzuca własne życie, to nie tylko bóg ospy, ale wszyscy bogowie niebios z pewnością go ochronią«”.
A oto fragment o wierności nie względem pana, lecz ukochanej osoby: „Krańcowy wyraz miłości męskiej to gotowość do poświęcenia życia. Jeśli mężczyzna tego nie zrobi, okryje się hańbą”.

## Honor
Honor był, zaraz po wierności, wartością główną w hierarchii wzorowego bushi. Wiąże się on ze zdolnością do autoszacunku ze względu na wierność własnemu kodeksowi moralnemu. Według bushidō ten, kto stracił honor, uczynił swoje życie bezwartościowym i nie zasługuje na kontynuowanie go. Nitobe Inazo cytuje w swojej pracy: „Wstyd jest jako blizna na drzewie, nie znika, lecz powiększa się z czasem”.
Jedna z maksym, sformułowanych podczas panowania klasy bushi, głosi: „Można żyć, kiedy żyć się godzi, i umrzeć, kiedy umrzeć trzeba”.
Honor zobowiązuje do samodzielnego oceniania swoich czynów w myśl maksymy: „Gdy inni mówią o tobie źle, to nie odpłacaj złem, lecz raczej zastanów się nad tym, czy nie mogłeś sumienniej wykonywać swych obowiązków”.
Gdy ciężar przewinień i wynikającej z nich hańby stawał się odpowiednio wielki, bushi decydował się na samobójstwo rytualne (seppuku) lub starał się odkupić swoje winy, np. stając w następnej bitwie w pierwszym szeregu. Jeśli hańba wiązała się również z winą kogoś innego, przed samobójstwem bushi usiłował dokonać aktu krwawej zemsty, zwanej kataki-uchi (o czym opowiada słynna historia o 47 rōninach). Traktuje o tym również fragment „Hagakure”: „Człowiek o nazwisku Takagi wdał się w kłótnię z trzema sąsiadami ze wsi. Został przewrócony na środku pola i pobity. [...] Po zapadnięciu zmroku [żona pobitego] przebrała się, jak do walki. »Przed chwilą wyszłam zobaczyć. Tamci trzej właśnie się nad czymś naradzają. To odpowiedni moment, więc ruszajmy!« Stanęła na przedzie, zapaliła pochodnię, za pas zatknęła krótki miecz i ruszyli w kierunku napastników. We dwoje natarli na nich, dwu położyli na miejscu, a jeden zraniony uciekł. Za to mężowi kazano później popełnić seppuku”.

## Cześć dla przodków i tradycji
Szacunek dla przodków jest związany z shintō, oryginalną religią japońską. Gdy w wojnach nie brały udziału takie masy wojska, jak podczas okresu Sengoku, istniał zwyczaj, że wojownicy przed bitwą przedstawiali się i streszczali historię swojego rodu. Szanowano tradycję (niechętnie zmieniano zwyczaje) i bohaterów z przeszłości (np. zasłużonych członków rodu), którzy niekiedy stawali się bogami shintō (kami).

## Śmierć
„Sens bushidō odnalazłem w śmierci” – pisze Jōchō Yamamoto w swoim „Hagakure”. Dalej stwierdza: „Co rano, co wieczór myśl o śmierci, miej jej nieustanną świadomość. Tylko wtedy bushidō da ci wolność i do końca życia będziesz mógł niezawodnie i bez uchybień wypełnić swoją służbę”.
Bushi wychowywano w pogardzie dla śmierci, aby mogli bez wahania wypełniać obowiązki wasala. Za piękne umieranie uznawano śmierć w bitwie lub samobójstwo – seppuku. W „Hagakure” możemy przeczytać wypowiedź starca, żalącego się: „Nawet jeśli ktoś wezwie mnie do bitwy, jestem już zbyt stary i nie mogę walczyć. Mimo to chciałbym wtargnąć konno w tłum wrogów i polec w walce. Przykro myśleć, że wkrótce umrę tak bezużytecznie”.
Jednak: „bezużytecznie” nie znaczy: „nie osiągnąwszy celu”. W „Hagakure” taki pragmatyzm jest potępiony i nazwany „płytką filozofią wojowników ze stolicy”, a kalkulacje zysków i strat – tchórzostwem. Autor stwierdza: „Działając rozważnie i rozsądnie nie dokona się wielkich rzeczy. Dopiero szaleństwo prowadzi nas do desperackich czynów”.
Dla bushi, wiernego Drodze, najważniejsza była śmierć z honorem, co obrazuje kolejny fragment „Hagakure”: „Kiedy Jin’emon Yamamoto w wieku osiemdziesięciu lat leżał złożony chorobą, przyznał, że powstrzymuje się od jęku. Mówiono mu: »Jeśli będziesz jęczał, może będzie ci lżej. Pozwól sobie na jęki.« Jin’emon powiedział na to: »Moje imię jest wszystkim znane. Przez całe życie mówiono o mnie, że zasługuję na szacunek. Nie wolno więc, aby pod koniec życia usłyszano moje skargi.« I do samego końca nie wydał z siebie głosu”.
Ten przykład obrazuje, iż w bushidō kardynalne znaczenie ma honor, który zobowiązuje do samokontroli aż do końca.

## Pieniądze
Inazō Nitobe stwierdza: „Rycerstwo nie umiało gospodarzyć. Chwaliło się swoim niedostatkiem. Za Wenditiuszem powtarzało, że »ambicja, cnota żołnierza, staje po stronie straty, a zysk go tylko zasmuca«. Don Kichote dumniejszy był ze swojej zardzewiałej włóczni i chudego konia, aniżeli ze złota i włości, a pod tym względem samuraj ma serdeczną sympatię do swego towarzysza z La Manchy. Pogardza złotem, jego zbieraniem i sztuką zarabiania. Dla niego był to istotnie brudny zarobek. Jeden z przepisów powiada: »Ludzie powinni jak najmniej dążyć do gromadzenia pieniędzy, bogactwo jest przeszkodą w osiągnięciu mądrości«. Dlatego wychowywano dzieci w zupełnej pogardzie dla spraw materialnych. Mówienie o nich uchodziło za dowód złego wychowania, natomiast nieznajomość wartości rozmaitych monet było znakiem dobrego wychowania”.
W „Kodeksie młodego samuraja” Daidōjiego Yūzana (1639–1730) autor pisze, iż wojownicy w ówczesnym okresie Edo, kiedy wyrażali życzenie wobec daimyō, co do swych zarobków, nie posługiwali się kwotami, lecz metaforami. Kiedy na przykład chcieli służyć za 100 koku ryżu (1 koku = ok. 180 l), mówili, że chcą otrzymać jedynie zardzewiałą włócznię, gdy za 300 – wychudzonego konia, a za 500 – że chcieliby otrzymać dodatkowego konia.
O pogardzie bushi dla pieniędzy świadczy również fakt, iż po restauracji Meiji, gdy otrzymali w zamian za swoje posiadłości obligacje, bardzo mały procent samurajów potrafił sobie poradzić w dziedzinie finansów.